# Wilhelmsfeld

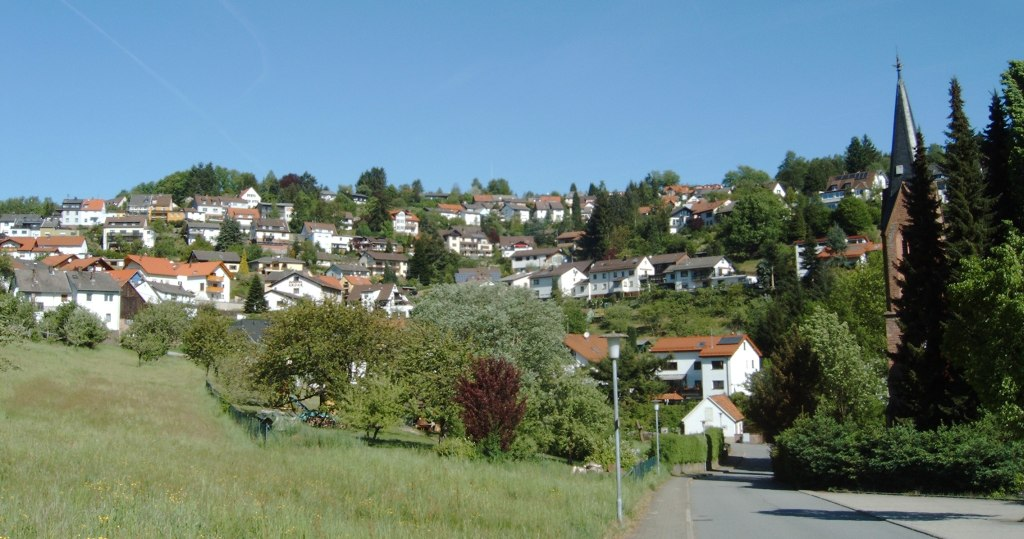
Wilhelmsfeld

Wilhelmsfeld ist eine rund 3200 Einwohner zählende Gemeinde im Rhein-Neckar-Kreis im Nordwesten von Baden-Württemberg. Der staatlich anerkannte Luftkurort entstand zu Beginn des 18. Jahrhunderts im Rodungsgebiet des Odenwaldes.

## Geografie

### Lage
Wilhelmsfeld liegt im Rhein-Neckar-Kreis, wenige Kilometer nordöstlich von Heidelberg.

### Naturraum
Das Gemeindegebiet befindet sich in 280 bis 530 Metern Höhe in der Hügellandschaft des südlichen Odenwalds, direkt hinter dessen Buntsandsteinstufe. Die Lage ist geprägt vom Talgrund des Hilsbachs, in den der Belschbach einmündet, und von den umgebenden, bewaldeten Höhen. Der Hilsbach fließt nach Osten der Steinach zu. Im Westen öffnet sich ein Sattel zum Schriesheimer Tal.

### Klima
Das Klima unterscheidet sich signifikant von der nur wenige Kilometer westlich befindlichen Oberrheinischen Tiefebene. Es ist wesentlich ausgeglichener mit geringeren Temperaturschwankungen und im Schnitt 2 °C kühler, was schwüle Hochsommertage fast ausschließt. Begünstigt durch den Sattel im Westen und die Höhenlage ist die Niederschlagsmenge relativ hoch.

### Gemarkung
Die vergleichsweise kleine Gemarkung erstreckt sich über 475 Hektar. Davon sind 25,5 Prozent Siedlungs- und Verkehrsfläche, 19,6 Prozent werden landwirtschaftlich genutzt und 54,3 Prozent sind bewaldet. Zu Gemarkung gehört ein schmaler, nördlich verlaufender Streifen, auf dem der Belschbach fließt.

### Nachbargemeinden
Das Gemeindegebiet von Wilhelmsfeld grenzt im Westen an Schriesheim, im Norden wird der Centwald, eine Exklave von Weinheim, fast umschlossen, im Nordosten folgt Heiligkreuzsteinach, im Osten Schönau und im Süden Heidelberg. Nachbarorte sind im Westen Altenbach (Schriesheim), im Norden Hinterheubach (Heiligkreuzsteinach), im Osten Altneudorf (Schönau) und im Süden Peterstal (Heidelberg).

### Gemeindegliederung
Wilhelmsfeld entwickelte sich ursprünglich aus drei kleinen Häusergruppen, dem Oberdorf, dem Mitteldorf und dem Unterdorf. Da erst sehr spät ein Bebauungsplan aufgestellt wurde, wurden immer wieder getrennt von der übrigen Siedlungsbebauung einzelne Häuser auf der Gemarkung gebaut, die sich später zum Teil zu kleinen Weilern wandelten. Erst mit dem Aufschwung in den Jahrzehnten nach dem Zweiten Weltkrieg entstand ein relativ geschlossenes Ortsbild, das aber immer noch eine aufgelockerte Bebauung aufweist.

## Geschichte

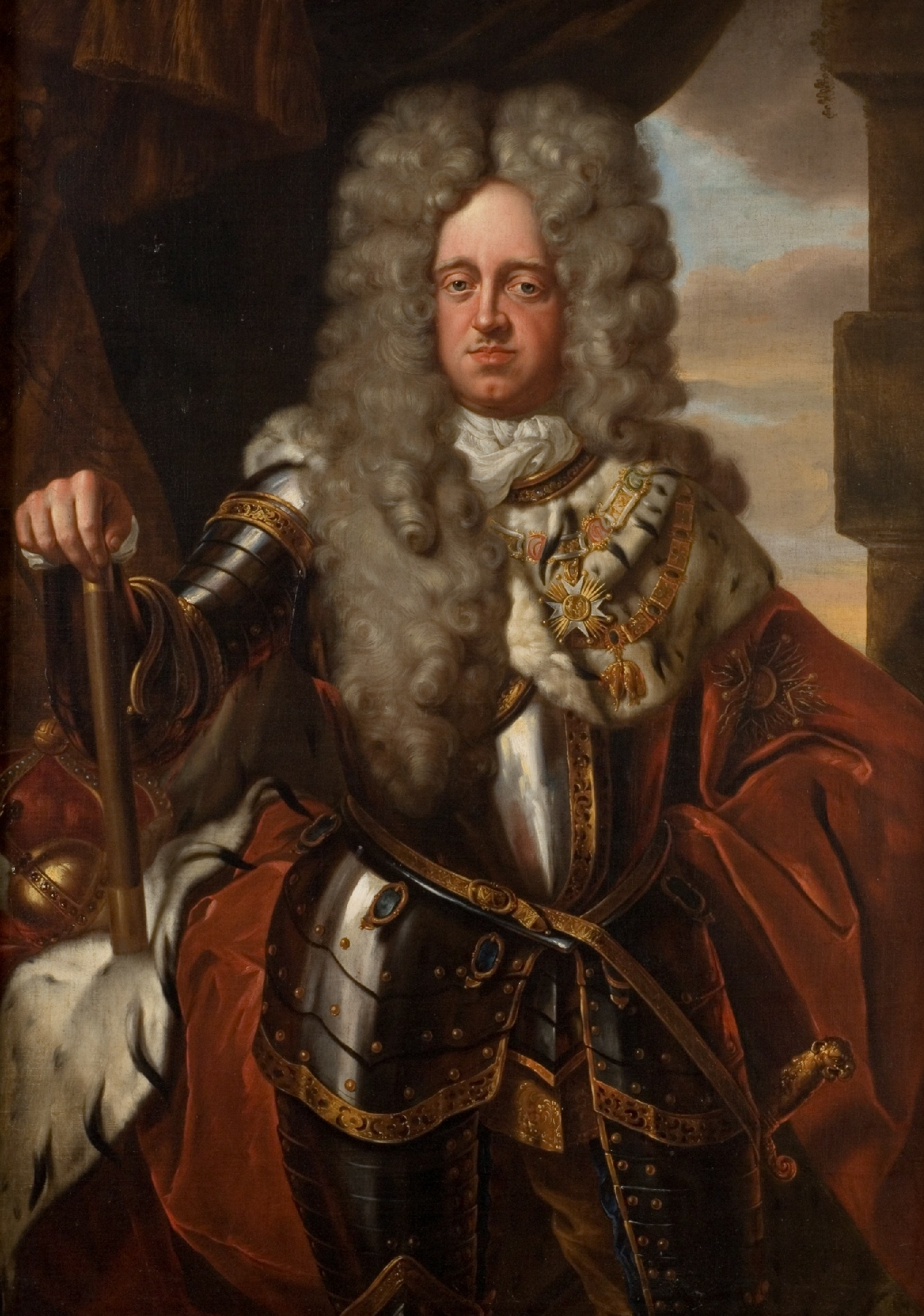
Kurfürst Johann Wilhelm von der Pfalz (Jan Frans van Douven, um 1700)

### Mittelalter
Die Odenwaldregion um das heutige Wilhelmsfeld wurde vermutlich ab dem Jahr 1100 besiedelt. Das Hilsbachtal blieb aber wohl wegen der steilen und unfruchtbaren Böden unberührt. Der hiesige Centallmendwald diente den umliegenden Dörfern als Holzlieferant und Viehweide und den Heidelberger Kurfürsten als Jagdrevier. Vereinzelt ließen sich auch Köhler und Pottaschensieder nieder.
Zu Beginn des 18. Jahrhunderts begann die Besiedlung von Wilhelmsfeld. Das genaue Jahr ist nicht bekannt. Erstmals schriftliche Erwähnung findet der Ort am 7. Juli 1710, als der Vogt der Kellerei Waldeck für Hans Adam Reinhard und vier weitere Bauern aus dem Steinachtal um die Genehmigung der Siedlung bei Kurfürst Johann Wilhelm ersuchte, der am 23. Dezember auch zustimmte. Der Ort, der nach dem Kurfürsten Wilhelmsfeld genannt wurde (zu Beginn aber zeitweise auch als Neudorf bezeichnet wurde), gehörte zur Kellerei Waldeck des Oberamtes Heidelberg, deren Keller oder Schultheiß in Heiligkreuzsteinach saß. Die Neugründung erhielt aufgrund der Erschwernisse, das Land musste erst gerodet werden, für mindestens zehn Jahre Steuerfreiheit, was den Zuzug weiterer Siedler begünstigte. Im Jahr 1727 hatte das neue Dorf auch schon 108 Einwohner. Aus den Steuerlisten dieser Zeit geht jedoch hervor, dass der Ort besonders arm gewesen sein muss. In den nachfolgenden Jahren sind mehrfach große Ernteverluste wegen Wetterkapriolen verzeichnet, wie beispielsweise im Jahr 1754, in dem starke Regenfälle die Winterfrucht verdarben, oder 1778, als von einer erneuten Missernte berichtet wird.

### Neuzeit
1803 wurde die Kurpfalz aufgelöst und Wilhelmsfeld gelangte zu Baden, wo es 1807, wie die gesamte Kellerei Waldeck, dem badischen Oberamt Heidelberg angegliedert wurde. 1810 wurde Wilhelmsfeld aus der Großgemeinde Heiligkreuzsteinach herausgelöst und selbstständige Gemeinde.
In den Kämpfen der Revolutionszeit von 1848/49 wirkten der Pfarrer Friedrich August Lehlbach, der im Steinachtal drei Kompanien aufstellte, und der Bürgermeister Nikolaus Bauder aktiv mit. Nach der gewaltsamen Niederschlagung wurde der Bürgermeister abgesetzt, und die badischen Behörden legten ihm nahe, in die Vereinigten Staaten auszuwandern. Innerhalb kurzer Zeit verließen 48 Wilhelmsfelder den rund 700 Einwohner zählenden Ort in Richtung Amerika.

### Zwanzigstes Jahrhundert
Im Ersten Weltkrieg fielen 55 Soldaten aus Wilhelmsfeld, das damals um die 900 Einwohner hatte. Weitere 48 Todesopfer forderte die Spanische Grippe.
Die Zeit zwischen den beiden Weltkriegen war wie fast überall durch Mangel, Inflation und politische Unruhen gekennzeichnet.
Politisch waren in Wilhelmsfeld meist die Nationalliberalen führend, ehe Ende des 19. Jahrhunderts die SPD an Stimmen gewann und 1912 stärkste Partei wurde. Sie behielt ihre Vormachtstellung auch in der Weimarer Republik bei. Bei der Reichstagswahl November 1932 erhielt die NSDAP 40,1 Prozent der Stimmen, die SPD 35,1 Prozent und die KPD 10,5 Prozent.
Nach der Machtergreifung der Nationalsozialisten erfolgte eine „Gleichschaltung“ des öffentlichen Lebens. Die SPD und die KPD sowie mehrere als „Arbeitervereine“ eingestuften Vereine wurden im „roten“ Wilhelmsfeld verboten. Nach dem „Gesetz zur Verhütung erbkranken Nachwuchses“ wurden zwei Wilhelmsfelder Bürger ermordet. Während des Zweiten Weltkriegs wurden 126 Wilhelmsfelder Soldaten getötet. Mit dem Einzug von US-Truppen am 29. März 1945 war der Krieg in Wilhelmsfeld zu Ende.
Die Bevölkerungsentwicklung in Wilhelmsfeld war während der Industrialisierung zwischen 1875 und 1939 weit hinter der der Region zurückgeblieben. Die schlechte Verkehrsanbindung und die zahlreichen Arbeitsmöglichkeiten in den Städten der Rheinebene führten zu Wegzügen. Dann aber setzte eine rasante Entwicklung ein. Bereits während des Zweiten Weltkrieges wurden ausgebombte Städter im Ort einquartiert. Danach folgten zahlreiche Heimatvertriebene, in der Mehrzahl Sudetendeutsche und schließlich ermöglichte die zunehmende Automobilisierung den Zuzug von Pendlern, so dass sich die Einwohnerzahl zwischen 1939 und 1964 um 140 Prozent steigerte.
Viele Infrastrukturmaßnahmen, die anderswo schon selbstverständlich waren, der Gemeinde Wilhelmsfeld aufgrund der weit verstreuten Besiedlung aber große finanzielle Aufwendungen abverlangten, wurden nun verwirklicht, wie Kanalisation, asphaltierte Straßen, Straßenbeleuchtung, Müllentsorgung und Wasserversorgung.
1966 wurde die Gemeinde als Luftkurort staatlich anerkannt.
Bei der Gemeindereform in den 1970er Jahren konnte Wilhelmsfeld seine Selbstständigkeit wahren und wurde ein Mitglied des Gemeindeverwaltungsverbands Schönau. Der Landkreis Heidelberg hingegen wurde im Zuge der Kreisreform 1973 aufgelöst und die Gemeinde dem neu gegründeten Rhein-Neckar-Kreis mit Sitz in Heidelberg angegliedert.
1989 hatte Wilhelmsfeld erstmals mehr als 3000 Einwohner.

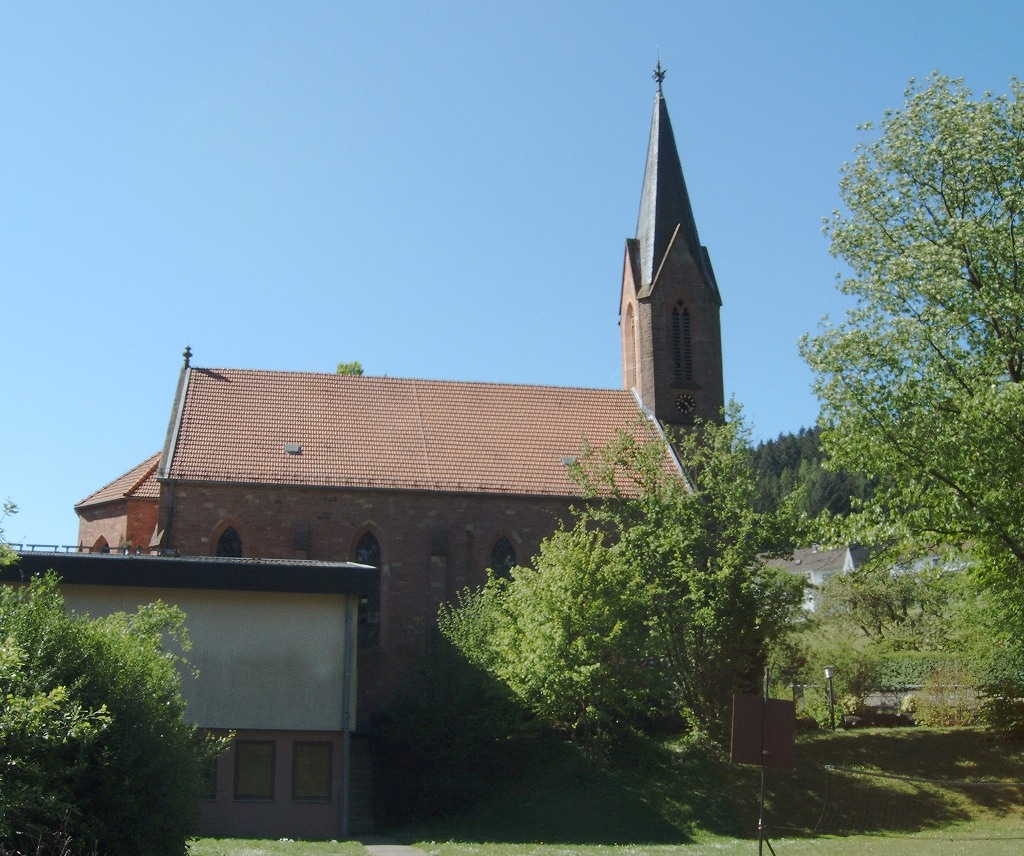
Evangelische Kirche

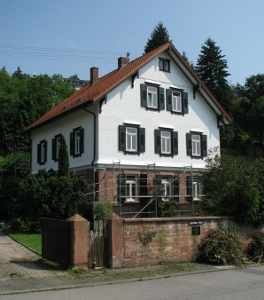
Evangelisches Pfarrhaus

| Jahr      | 1727 | 1777 | 1818 | 1852 | 1905 | 1939 | 1950 | 1961 | 1970 | 1987 | 1991 | 1995 | 2000 | 2005 | 2010 | 2015 |
| --------- | ---- | ---- | ---- | ---- | ---- | ---- | ---- | ---- | ---- | ---- | ---- | ---- | ---- | ---- | ---- | ---- |
| Einwohner | 108  | 293  | 491  | 727  | 868  | 962  | 1418 | 2002 | 2584 | 2831 | 3073 | 3297 | 3305 | 3336 | 3258 | 3197 |

### Eingemeindungen
Durch die späte Gründung hatte Wilhelmsfeld zunächst offiziell keine eigene Gemarkung. Erst 1790 wurde das waldfreie Gebiet im Hilsbachtal dem Ort zugesprochen und der Centallmentwald unter den älteren Gemeinden aufgeteilt. Wilhelmsfeld klagte dagegen und erhielt 1815 ein 25 Hektar großes Waldgebiet zugesprochen. Weiterhin aber reichten die Gemarkungen von den Nachbargemeinden zum Teil bis an die Ortsbebauung heran. Erst 1930 wurde der Staatswald der Ziegelhausener Waldgemarkung aufgeteilt und Wilhelmsfeld erhielt 220 Hektar zugesprochen. Über den nördlich gelegenen Wald von Lützelsachsen konnte aber keine Einigung erzielt werden. Einen Eingemeindungsantrag lehnte das badische Innenministerium 1924 ab.
Das 40 Einwohner zählende Peterstal versuchte 1840 zu Wilhelmsfeld eingemeindet zu werden, was vom Bezirksamt Heidelberg aber abgelehnt wurde. In den 1920er Jahren hingegen sollte Peterstal seine Selbständigkeit verlieren, weil der arme Ort nach Ansicht der Behörden nicht lebensfähig sei. Wilhelmsfeld stellte einen Eingemeindungsantrag, obwohl es mit der Herstellung der Infrastruktur vermutlich überfordert gewesen wäre. Daraufhin beantragte Wilhelmsfeld einen Zusammenschluss mit Peterstal und Ziegelhausen. Ziegelhausen befürchtete aber zu hohe finanzielle Lasten, die es für die beiden armen Odenwaldgemeinden zu tragen hätte, weswegen Wilhelmsfeld den Antrag 1930 zurückzog und Peterstal im Jahr 1936 schließlich an Ziegelhausen angeschlossen wurde.
Direkt am Ortskern befand sich der Schriesheimer Hof. Da dessen Einwohner die Einrichtungen von Wilhelmsfeld nutzten, beantragte die Gemeinde erstmals 1885 die Eingemeindung. Der Versuch schlug aber genauso wie 1927 fehl. 1963 unterlag die Gemeinde gar vor dem Verwaltungsgerichtshof. Erst am 1. Januar 1977 wurde der Schriesheimer Hof durch einen Erlass des Innenministers an Wilhelmsfeld angeschlossen.
|                                       |
| Wilhelmsfeld, Blick vom Teltschikturm |

## Religionen
Seit der Gründung von Wilhelmsfeld war die Bevölkerung nahezu ausschließlich reformiert und gehörte zur Pfarrei von Heiligkreuzsteinach. 1867 erhielt Wilhelmsfeld eine eigene Pfarrei und ein Jahr später wurde die Kirche eingeweiht. Von 1872 bis Anfang der 1990er Jahre war Altenbach Filiale der Wilhelmsfelder Gemeinde, die zum Kirchenbezirk Neckargemünd-Eberbach der Evangelischen Landeskirche in Baden gehört.
Die zunächst nur wenigen Katholiken konnten ihre Zahl durch die Zuzüge nach dem Zweiten Weltkrieg steigern und stellten 1961 27 Prozent der Einwohner. Seit 1909 hat die Gemeinde, die zum Dekanat Heidelberg-Weinheim des Erzbistums Freiburg gehört, eine eigene Kirche.
1955 errichtete die neuapostolische Gemeinde eine Kirche. Der heutige Bau stammt aus dem Jahr 1981.

## Politik

### Gemeinderat

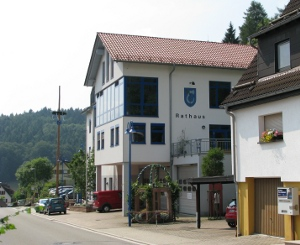
Rathaus

Der Gemeinderat hat außer dem vorsitzenden Bürgermeister 14 Mitglieder, die alle fünf Jahre direkt gewählt werden. Die Kommunalwahl 2024 führte zu folgendem Ergebnis:
| Partei                          | Sitze |
| ------------------------------- | ----- |
| Freie Wähler                    | 3     |
| Grüne Initiative Wilhelmsfeld   | 3     |
| CDU Wilhelmsfeld                | 3     |
| Bürgergemeinschaft Wilhelmsfeld | 5     |

### Bürgermeister
Seit der Selbständigkeit 1810 hatte Wilhelmsfeld einen Vogt. Im Jahr 1831 wurde die Amtsbezeichnung Bürgermeister eingeführt. Heute wird der – seit 1965 hauptamtliche – Bürgermeister für acht Jahre direkt von der Bevölkerung bestimmt. Am 23. April 2017 wurde Christoph Oeldorf zum neuen Bürgermeister gewählt. Er trat am 1. Juli 2017 sein neues Amt an. Am 28. November 2021 wurde Oeldorf in der Nachbargemeinde Schriesheim zum neuen Bürgermeister gewählt. Am 1. Februar 2022 trat er dort seinen neuen Posten an. Damit wurde die Bürgermeisterstelle in Wilhelmsfeld zu diesem Termin frei. Eine Neuwahl wurde vom Gemeinderat auf den 24. April 2022 terminiert. Nach Abschluss der Bewerbungsfrist hatten sich drei Kandidaten für das Amt des Wilhelmsfelder Bürgermeisters beworben. Unter diesen setzte sich bei der Wahl der parteilose Kandidat Tobias Dangel mit 57,5 % der Wählerstimmen gleich im ersten Wahlgang durch. Er trat das Amt am 1. Juli 2022 an.
Bisherige Gemeindeoberhäupter:
| - 1810–1821: Georg Adam Beckenbach - 1822–1828: Michael Reibold - 1828–1836: Peter Reinhard - 1837–1841: Caspar Kling - 1841–1847: Nikolaus Beckenbach - 1847–1849: Nikolaus Bauder - 1849–1852: Adam Erhard - 1852–1868: Adam Kling - 1868–1894: Michael Laier | - 1894–1917: Michael Beckenbach - 1918–1927: Valentin Reinhard I - 1928–1933: Valentin Reinhard II - 1933–1945: Jakob Ehrhard - 1945–1965: Ernst Bößendörfer - 1965–1985: Manfred Holtzmann - 1985–2017: Hans Zellner - 2017–2022: Christoph Oeldorf - 2022- : Tobias Dangel |

### Wappen
Die Blasonierung des Wappens lautet: In Blau eine schräggestellte, gestürzte silberne Sichel (Schneide nach oben) mit schwarzem Griff, überdeckt mit einem linksgekehrten silbernen Beil mit schwarzem Griff.
Das Wappen geht zurück auf ein Siegel aus dem Jahr 1810. Das Wappen wurde nach dessen Vorbild 1911 vom badischen Generallandesarchiv entworfen. Die Sichel und das Beil stehen für die Landwirtschaft und die Waldarbeit, die wichtigsten Erwerbszweige Wilhelmsfelds im 19. Jahrhundert.

### Die Flagge
Die Flagge ist Weiß-Blau, sie wurde 1956 vom Innenministerium verliehen. Die Farben Weiß-Blau waren die Hausfarben der Wittelsbacher, denen auch Kurfürst Johann Wilhelm angehörte. Aus dieser Tradition entwickelte sich nicht nur die Fahne Wilhelmsfelds, sondern auch die des Freistaates Bayern, der über viele Jahrhunderte von Mitgliedern der Wittelbacher Dynastie regiert wurde.

### Städtepartnerschaften
Seit 2008 besteht eine Partnerschaft zwischen Wilhelmsfeld und Calamba, der Geburtsstadt von José Rizal auf den Philippinen.

## Kultur und Sehenswürdigkeiten

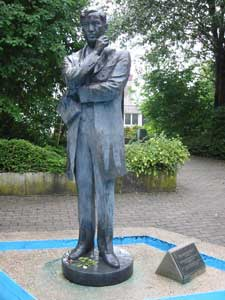
José-Rizal-Statue

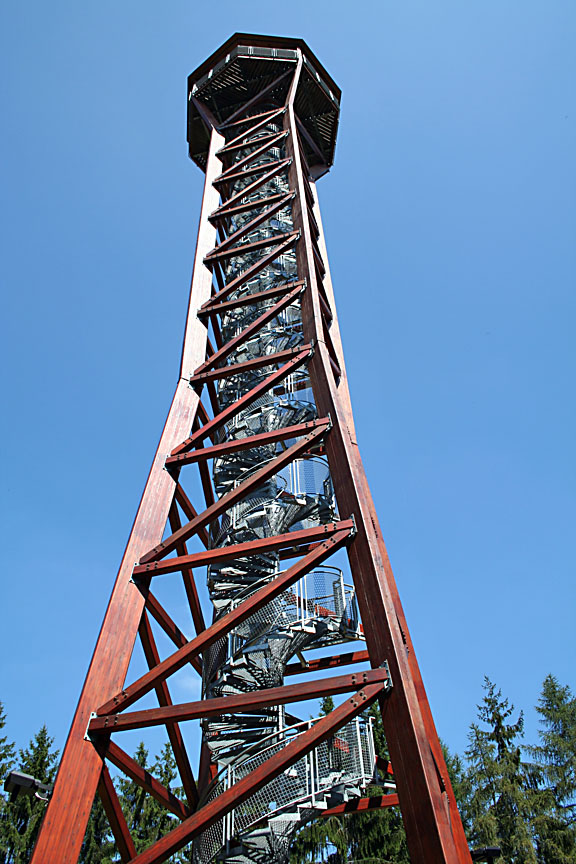
Teltschikturm

Die evangelische Kirche wurde 1867 erbaut. Die einschiffige Hallenkirche aus Buntsandstein besitzt 13 Spitzbogenfenster. Die Steinmeyer-Orgel stammt aus dem Jahr 1903. Das Geläut besteht aus vier Glocken, die 1949 von Bachert (Bad Friedrichshall-Kochendorf) gegossen wurden.
Die erste kleine katholische Kirche wurde 1909 erbaut und St. Bonifatius geweiht. Sie wurde wegen ihrer geringen Größe teilabgerissen. Der Neubau von 1975 integriert Apsis, Süd- und Westwand der alten Kirche.
Das Rathaus geht zurück auf einen Bau aus dem Jahr 1911. 1963 und 2001 wurde es großzügig erweitert und erfuhr mehrfach einen Nutzungswechsel. Im Laufe der Zeit befanden sich in ihm Klassenzimmer, Dienstwohnungen und Räumlichkeiten der Polizei und der Sparkasse. Heute beherbergt das Rathaus neben der Verwaltung einen Bürgersaal. Nebenan befindet sich die Freiwillige Feuerwehr.
Die Odenwaldhalle wurde 1974 eingeweiht. Als Mehrzweckhalle dient sie dem Schulsport, Konzerten und Festivitäten. Daneben befindet sich der 1978 eingeweihte José-Rizal-Park mit einer Rizal-Statue von Anastacio Caedo. 2003 wurden von vier Weggefährten Rizals Büsten aufgestellt: Pfarrer Ullmer, Otto Becker, Ferdinand Blumentritt und Rudolf Virchow.
Der Teltschikturm, ein 41 Meter hoher Aussichtsturm, steht auf dem Schriesheimer Kopf in 530 Metern Höhe. Er wurde durch eine Spende der Familie Teltschik finanziert. Vom Turm hat man einen Rundblick auf Eichelberg, Tromm, Krehberg und Melibokus im Norden, die Odenwaldberge mit dem Katzenbuckel im Osten, den Königstuhl im Süden und die Rheinebene mit den angrenzenden Pfälzer Bergen im Westen.
Die Lage im Naturpark Neckartal-Odenwald ermöglicht variantenreiche Wanderungen. Am Parkplatz des Sportplatzes von Wilhelmsfeld beginnen drei Langlaufloipen von 4 km, 5 km und 10 km Länge (375–534 m Höhe).
Am Fasnachtsdienstag entzündet die Freiwillige Feuerwehr das Fasnachtsfeuer mit Feuerrad. Der Winter wird – wie traditionell in der Kurpfalz – mit dem Sommertagszug verabschiedet. Die Kerwe findet immer am ersten Juliwochenende statt. Am Kerwesonntag wird der Kerwelauf mit Halbmarathon veranstaltet.

## Wirtschaft und Infrastruktur

### Wirtschaft
Lange Zeit lebten die Wilhelmsfelder von der Landwirtschaft und der Waldarbeit. Vorrangig angebaut wurden Getreide, Kartoffeln und Obst. Wichtig war auch die Viehhaltung. Heute aber spielt die Landwirtschaft keine Rolle mehr. 1966 gab es noch 88 landwirtschaftliche Haupt- und Nebenerwerbsbetriebe, 2007 nur noch einen Nebenerwerbsbetrieb.
1930 schlug das Bezirksamt Heidelberg vor, dass Wilhelmsfeld Luftkurort werden könnte. Ab den 1950er Jahren entwickelte sich der Ort im Sommer zum beliebten Wochenendziel für Stadtbewohner der Rheinebene. Auch die Übernachtungszahlen stiegen an. Ein Jahr nach der Ernennung zum Luftkurort 1966 konnten 27.000 Übernachtungen gezählt werden. Ein geändertes Reiseverhalten der Bevölkerung führte dann aber zu einem Nachlassen des Tourismus. Heute ist Wilhelmsfeld hauptsächlich Ziel für Tagesausflüge von Wanderern oder im Winter von Langläufern.
In Wilhelmsfeld gibt es kein Industrie- oder Gewerbegebiet. Fast 90 Prozent der erwerbstätigen Einwohner sind Auspendler.

### Verkehr
In Wilhelmsfeld kreuzen sich die Landesstraßen L 536 und L 596. Neun Kilometer südlich verläuft im Neckartal die Bundesstraße 37 (Mannheim–Heilbronn). Genauso weit westlich befinden sich an der Bergstraße die Bundesstraße 3 (Darmstadt–Heidelberg) und die Bundesautobahn 5 (Frankfurt–Karlsruhe).

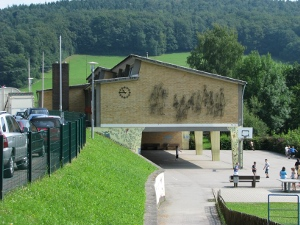
Christian-Morgenstern-Grundschule

Aufgrund der beschwerlichen Wege war die Einführung der Kraftpostlinie nach Heidelberg 1927 eine große Erleichterung. Heute führen Buslinien nach Heidelberg, Heiligkreuzsteinach, Schriesheim und Mannheim. Wilhelmsfeld gehört zum Tarifgebiet des Verkehrsverbunds Rhein-Neckar.

### Bildung
In Wilhelmsfeld gibt es die Christian-Morgenstern-Grundschule und eine Bücherei. Weiterführende Schulen können in den Nachbargemeinden besucht werden. Ferner gibt es eine Kinderkrippe, einen Kindergarten und einen Waldkindergarten.

## Persönlichkeiten

### Ehrenbürger
Die höchste Auszeichnung der Gemeinde Wilhelmsfeld ist die Ehrenbürgerschaft. Neben den 1933 in der Zeit des Nationalsozialismus ernannten Paul von Hindenburg, Adolf Hitler und Robert Wagner (nach dem Zweiten Weltkrieg widerrufen) wurde viermal die Ehrenbürgerwürde verliehen:
- 1957: Andreas Schmitt, Ratschreiber
- 1990: Georg Bauder
- 2008: Manfred Holtzmann, Bürgermeister 1965–1985
- 2024: Hans Zellner, Bürgermeister 1985–2017

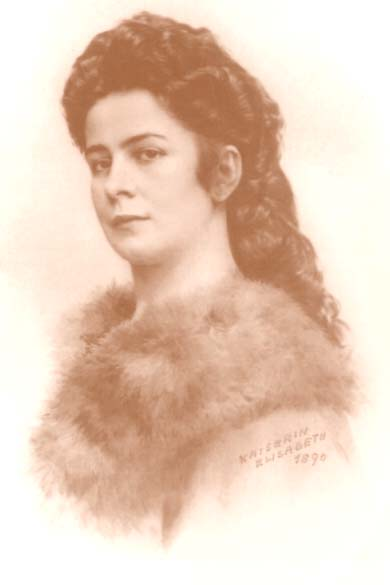
Kaiserin Elisabeth von Österreich-Ungarn

### Persönlichkeiten, die vor Ort gewirkt haben
- Am 5. April 1885 machten die Kaiserin Elisabeth von Österreich-Ungarn und ihre Tochter Valerie nach einer Wanderung in Wilhelmsfeld Rast und besuchten die evangelische Kirche.[35] Um an diese Begebenheit zu erinnern, wurde am Kleinen Philosophenweg eine Gedenkstätte errichtet.

- Der philippinische Arzt, Dichter und Nationalheld, José Rizal, verbrachte einen wichtigen Lebensabschnitt in Wilhelmsfeld. Er logierte im Jahre 1886 mehrere Monate bei der Pfarrersfamilie Ullmer im evangelischen Pfarrhaus, während er an der Universitäts-Augenklinik in Heidelberg studierte, und schrieb hier am Roman „Noli me tangere“. Daran erinnern in Wilhelmsfeld eine Gedenktafel am Pfarrhaus, eine nach José Rizal benannte Straße sowie der Rizal-Park bei der Odenwaldhalle. Der alte Pfarrbrunnen wurde der philippinischen Regierung geschenkt, die ihn im Luneta-Park in Manila aufstellen ließ.[36]

- Der Historiker Meinrad Schaab lebte mit seiner Familie in Wilhelmsfeld. Er war Mitbegründer des CDU-Ortsverbands, gehörte dem Gemeinderat an und war CDU-Fraktionsvorsitzender.[37]

- Der Fernsehmoderator Otto Höpfner verbrachte seinen Lebensabend in seinem Haus in der Bergstraße in Wilhelmsfeld. Nach seinem Tod im Jahr 2005 in Paris wurde er auf dem Wilhelmsfelder Friedhof beigesetzt. Das Grab ist bis heute (2022) noch erhalten.

- Der Theologieprofessor Norbert Scholl wohnt in Wilhelmsfeld,[38] ebenso der Erziehungswissenschaftler Georg Eberhard Becker.[39]